# Zabranjeno Pušenje
Zabranjeno Pušenje / Забрањено Пушење (c босн. «Курение Запрещено», читается как За́бранено Пу́шенье) — югославская и боснийская рок-группа из Сараева, основанная в 1978 году Неле Карайличем и Сейо Сексоном.

## История
Группа основана в 1978 году Неле Карайличем и Сейо Сексоном, которые в это время жили на улице Фуада Миджича (сейчас Асима Ферхатовича) и учились во 2-й Сараевской гимназии. В начале 1981 года группа записывает демо-кассету с 10-ю песнями в студии «Радио Сараево». А в 1984 году выходит первый тираж дебютного альбома «Das ist Walter» в 10 тысяч копий. Было продано более 100 тысяч копий, а песня «Zenica blues» заняла верхние строчки хит-парадов Югославии.

## Интересные факты
- В 1986 году к группе в качестве бас-гитариста присоединился Эмир Кустурица. В 1988 году он снимает клип группы на песню «Manijak».
- В альбоме «Male price o velikoj ljubavi» «гостят» Горан Брегович, он исполняет соло на гитаре в песне «Zvijezda nad Balkanom», и скрипач Деян Спаравало — на данный момент участник группы The No Smoking Orchestra.
- Начиная с 1994 года на территории Союзной Республики Югославии Неле Карайлич выступает уже со своей группой под именем Zabranjeno Pušenje и записывает альбом Ja nisam odavle, а в 1998 году переименовывает её в The No Smoking Orchestra.
- В 2003 году с песней «Agregat» группа участвует в отборочном конкурсе на право представлять Боснию и Герцеговину на конкурсе Евровидения и занимает 5-е место.
- Спустя 20 лет, в 2004 году появляется клип на песню «Zenica blues». Звуковая дорожка взята из концертного альбома «Live in St.Louis», записанного в 2002 году, а изданного только в 2004 году. Этот же альбом был впервые издан на территории Сербии только в 2008 году музыкальной компанией Mascom Records.
- В 2005 году группа приступает к созданию саундтрека к фильму «Nafaka». Режиссёр фильма Ясмин Дуракович.
- В 2007 году американские продюсеры приобрели права на песню «Nedelja kad je otiš'o Hase» за 3 тысячи долларов для телевизионного сериала «Sleeper Cell».
- Песня «Čuva Bog Želju svog» посвящена футбольному клубу «Железничар» (Сараево).

## Награды
- «Золотая Пластинка»: «Das ist walter», «Pozdrav iz zemlje Safari», «Fildžan viška»
- «Серебряная Пластинка»: «Dok čekaš sabah sa šejtanom»
- «Davorin. 2002»: Рок-песня года («Arizona Dream»), Дизайн альбома («Bog vozi Mercedes»)
- «Davorin. 2003»: Музыкальный веб-сайт года.
- «Davorin. 2004»: 20 лет после выхода 1-го альбома.
- «Davorin. 2005»: Концертный альбом года («Live in St.Louis»).
- «Davorin. 2007»: Рок-исполнитель года.
- «Muzicki festival Stari Grad 2007 Novi Pazar»: Лучшая рок-группа года.

## Дискография

### Номерные альбомы: LP, CD
- Das ist Walter - 1984
- Dok čekaš sabah sa šejtanom - 1985
- Pozdrav iz zemlje Safari - 1987
- Male priče o velikoj ljubavi - 1989
- Fildžan viška - 1997
- Agent tajne sile - 1999
- Bog vozi Mercedes - 2001
- Hodi da ti čiko nešto da - 2006
- Muzej revolucije - 2009
- Radovi na cesti - 2013
- Šok i nevjerica - 2018
- Karamba! - 2022

### MC, 7″, CD, DVD
- Demo (демо-кассета с 10-ю песнями) - 1981
- Neću da budem Švabo (u dotiranom filmu) / Pamtim to kao da je bilo danas / Zenica blues (сингл с альбома «Das ist Walter») - 1984
- Nikad robom, vazda taxijem. Best of 1 (сборник 1984—1989)
- Srce, ruke i lopata. Best of 2 (сборник 1984—1989)
- Hapsi sve. Live (концертный альбом, 1997)
- Live in St.Louis (концертный альбом, 2002)
- Nafaka (саундтрек) - 2006
- Spotovi 1997—2007. DVD (сборник клипов)
- Shadrwan Code (совместный альбом с группой «Arabeske») - 2010

## Состав группы
- Сейо Сексон — Вокал
- Роберт Болдижар — Скрипка
- Деян Орешкович — Бас-гитара
- Тони Лович — Гитара
- Бранко Трайков — Ударные
- Пауль Кемпф — Клавишные

## Бывшие участники
- Неле Карайлич — Вокал (с 1978 по 1990 гг.)
- Эмир Кустурица — Бас-гитара (с 1986 по 1987 гг.)
- Элвис Джи Куртович — Вокал (с 1996 по 1999 гг.)
- Марин Градац — Вокал, Тромбон (с 1997 по 1999 гг.)
- Бруно Урлич — Скрипка (с 1997 по 2004 гг.)
- Драгомир Херендич — Соло-гитара (с 1999 по 2004 гг.)
- Предраг Бобич — Бас-гитара (c 1996 по 2008 гг.)